# Jarantów Wieś (gromada)
Jarantów Wieś (od 1 I 1960 Lipe) – dawna gromada, czyli najmniejsza jednostka podziału terytorialnego Polskiej Rzeczypospolitej Ludowej w latach 1954–1972.
Gromady, z gromadzkimi radami narodowymi (GRN) jako organami władzy najniższego stopnia na wsi, funkcjonowały od reformy reorganizującej administrację wiejską przeprowadzonej jesienią 1954 do momentu ich zniesienia z dniem 1 stycznia 1973, tym samym wypierając organizację gminną w latach 1954–1972.
Gromadę Jarantów Wieś z siedzibą GRN w Jarantowie Wsi (w obecnym brzmieniu Jarantów) utworzono – jako jedną z 8759 gromad na obszarze Polski – w powiecie kaliskim w woj. poznańskim, na mocy uchwały nr 22/54 WRN w Poznaniu z dnia 5 października 1954. W skład jednostki weszły obszary dotychczasowych gromad Jarantów Wieś, Jarantów Kolonia, Piskory, Lipe i Lipe III oraz miejscowości Godziątków wieś i Godziątków majątek z dotychczasowej gromady Piątek Wielki-Brzezina ze zniesionej gminy Brudzew, a także miejscowość Czerwieniec z dotychczasowej gromady Długa Wieś III ze zniesionej gminy Zbiersk – w tymże powiecie. Dla gromady ustalono 12 członków gromadzkiej rady narodowej.
Gromadę zniesiono 1 stycznia 1960 w związku z przeniesieniem siedziby GRN z Jarantowa Wsi do Lipego i zmianą nazwy jednostki na gromada Lipe.